# Hrvatski Telekom
T-Hrvatski Telekom d.d. er en kroatisk telekommunikationsvirksomhed. De driver fastnet, internet, tv og mobiltelefoni. Virksomheden blev i 2007 børsnoteret på Zagreb Stock Exchange. Deutsche Telekom har siden 1999 været medejer af virksomheden og siden 2001 har de været majoritetsaktionær.
Selskabet blev etableret ved udgangen af 1998 efter en opdeling af det kroatiske PTT (Hrvatska pošta).